# Kate Gompert
Kate Gompert (Ames, 11 gennaio 1963) è un'ex tennista statunitense.

## Carriera
Ha ottenuto i suoi risultati migliori in patria, è avanzata al terzo turno degli US Open nel 1983 e due anni dopo si è presentata al quarto turno dove è stata sconfitta da Zina Garrison.
Nel 1987 ha raggiunto i quarti di finale al Virginia Slims of Florida eliminando nel suo percorso la testa di serie numero uno Chris Evert, pochi mesi dopo le due statunitensi si sono riaffrontate durante la finale dell'Eckerd Tennis Open in cui Evert si è presa la rivincita con un netto 6–3, 6–2.
È stata costretta a stare lontana dai campi di gioco per quindici mesi a causa della mononucleosi saltando interamente la stagione 1988, dopo la malattia non è riuscita a replicare il livello di gioco mostrato in precedenza ed è rimasta fuori dalla top-100 mondiale. 
Ha giocato l'ultimo incontro in carriera durante le qualificazione degli US Open 1990 dove è stata sconfitta al secondo turno da Renata Baranski.

## Statistiche

### Singolare

#### Finali perse (1)
| N. | Data        | Torneo                    | Superficie  | Avversaria in finale | Punteggio |
| 1. | aprile 1987 | Eckerd Tennis Open, Tampa | Terra rossa | Chris Evert          | 3–6, 2–6  |